# Isle-Aubigny
Isle-Aubigny je francouzská obec v departementu Aube v regionu Grand Est. Žije zde 171 obyvatel.

## Geografie

### Sousední obce
| Růžice kompasu | Lhuître    |              | Dampierre         | Růžice kompasu |
| Růžice kompasu | Vinets     | Sever        | Vaucogne Ramerupt | Růžice kompasu |
| Růžice kompasu | Vinets     | Isle-Aubigny | Vaucogne Ramerupt | Růžice kompasu |
| Růžice kompasu | Vinets     | Jih          | Vaucogne Ramerupt | Růžice kompasu |
| Růžice kompasu | Vaupoisson | Ortillon     | Chaudrey          | Růžice kompasu |